# Universidad Concordia Texas
Para la Universidad de Canadá, véase Universidad Concordia.
La Universidad Concordia Texas es una de las diez universidades luteranas de los Estados Unidos que componen el Sistema Universitario Concordia y está afiliada a la Iglesia Luterana Sínodo de Misuri. Está situada en el centro de la capital del estado de Texas en Austin, una ciudad con más de 30 por ciento de hispanohablantes y a menos de 600 millas de México.

## Deportes
La universidad compite en la División III de la NCAA, en la conferencia American Southwest Conference. Ofrece muchos deportes, incluyendo fútbol, béisbol, baloncesto, tenis y golf. Todos los equipos deportivos son conocidos como los Tornados.